# Bowe Group

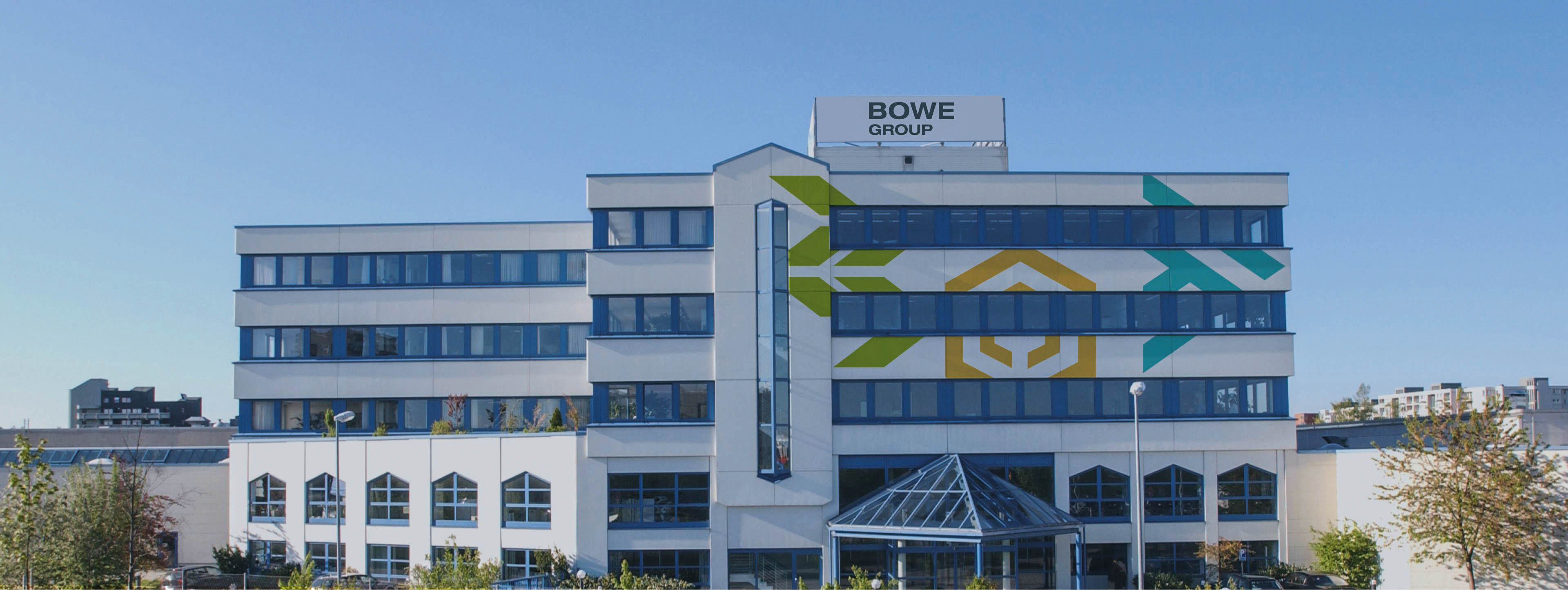
Der Sitz der Bowe Group in Augsburg

Die Bowe Group (Eigenschreibweise: BOWE GROUP) mit Sitz in Augsburg ist ein Anbieter für Automatisierungs- und IoT-Lösungen in den Bereichen Dokumenten- und Kartenweiterverarbeitung, Post- und Intralogistik sowie Software mit Marktauftritt unter der Dachmarke Bowe Group (ehemals: Böwe Systec) und den vier Geschäftsbereichen Bowe Systec, Bowe IQ, Bowe Intralogistics und Bowe Move.
Das Unternehmen hat rund 20 Tochtergesellschaften in mehreren Ländern und fünf Produktionsstätten in Europa. Das heutige Unternehmen ist 2010 aus der insolventen börsennotierten Böwe Systec AG hervorgegangen und gehört seitdem zur Possehl-Gruppe.

## Geschichte
Max Böhler und Ferdinand Weber gründeten nach Ende des Zweiten Weltkriegs in Augsburg das Unternehmen Böhler und Weber (später BÖWE, heute Bowe). In den 1950er Jahren erweiterten sie das ursprüngliche Fertigungsprogramm, das Produkte für den täglichen Bedarf umfasste, mit chemischen Reinigungsmaschinen und Autowaschanlagen und stiegen in die Büroautomatisierung ein.
Ab Mitte der 1970er Jahre entwickelte die Firma beispielsweise Kuvertiersysteme, ab 1984 mit Computerunterstützung. Das Unternehmen legte seinen Fokus auf den Geschäftszweig Papiermanagement und spaltete das Reinigungstechnikgeschäft ab. Es erfolgte der Einstieg in den Kartenmarkt mit einem System zum Aufbringen und Kuvertieren von Plastikkarten, inklusive Gutverfolgung, Grundlage für die seither entwickelte Sendungsverfolgung. Der Anteil von Software am Unternehmensumsatz wuchs dabei.
Mit dem Börsengang im April 1992 firmierte das Unternehmen unter dem Namen Böwe Systec AG. Gleichzeitig wurden international weitere Tochtergesellschaften gegründet und das Geschäftsmodell im Bereich der Kartenlogistik und -mailing weiter ausgebaut (Track & Trace). Im Jahr 2007 stieg das Unternehmen in das Intralogistikgeschäft ein.
Nach der Insolvenz im August 2010 übernahm im November 2010 die Lübecker Possehl-Gruppe das Unternehmen. Kurz nach der Übernahme in die Possehl-Gruppe führte das Unternehmen eine Hochleistungs-Kuvertieranlage mit neuer Kuvertiertechnik, dem Flow-Prinzip, ein und baute mit Sortern, Förderern und Kommissionierlösungen den Intralogistikbereich weiter aus. Auch prozessoptimierende Software z. B. ein Warehouse Management System gewann an Bedeutung.
2020 wurde das Unternehmen in die drei Unternehmensbereiche neu strukturiert und trat fortan als Bowe Group auf.

## Produkte
- Bowe Systec: Die Sparte Bowe Systec umfasst Kuvertiersysteme für klassische Transaktionsanwendungen oder den Mailingversand, Anlagen für den Plastikarten- und ePassversand, Brief- und Mischpostsortieranlagen für Postverarbeitungszentren.[5]
- Bowe IQ: Die Sparte owe IQ umfasst IoT-Softwarelösungen für Anlagensteuerung, Mailroom Management, Warehouse Management, Track & Trace, Serialisierung oder die Integration von Automatisierungskomponenten in der Smart Factory.[6]
- Bowe Move: Der Bereich Bowe Move widmet sich der Automatisierung von Prozessen mithilfe autonomer mobiler Roboter (AMR) und einer speziell entwickelten Softwarelösung. AMR übernehmen hierbei Aufgaben wie Heben, Ziehen oder Schieben im Lager. Eine zusätzliche Software (MOV.AI) integriert bestehende Systeme und bietet eine Übersicht des Materialfluss.[7]
- Bowe Intralogistics: Der Bereich Bowe Intralogisitcs umfasst Automatisierungslösungen für den Warenein- und Warenausgang, Fördertechnik (z. B. Rollenförderer, Bandförderer), Sortieranlagen, AMRs & AGVs, Robotik, Kommissionierlösungen (z. B. Pick-to-Light, Voice-Picking etc.) in Lager und Produktion.[8]

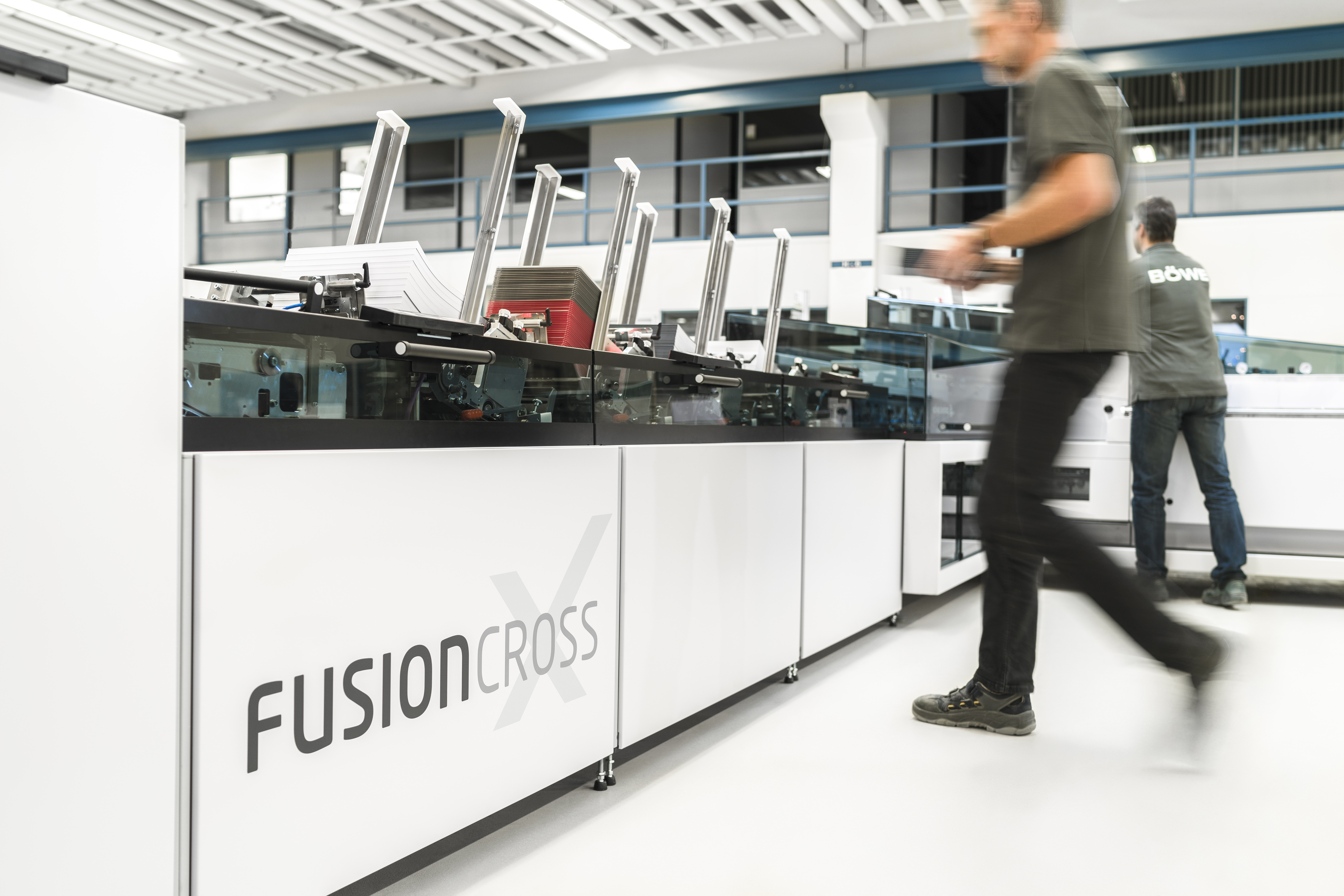
Bowe Sytec: Multiformat-Kuvertiermaschine
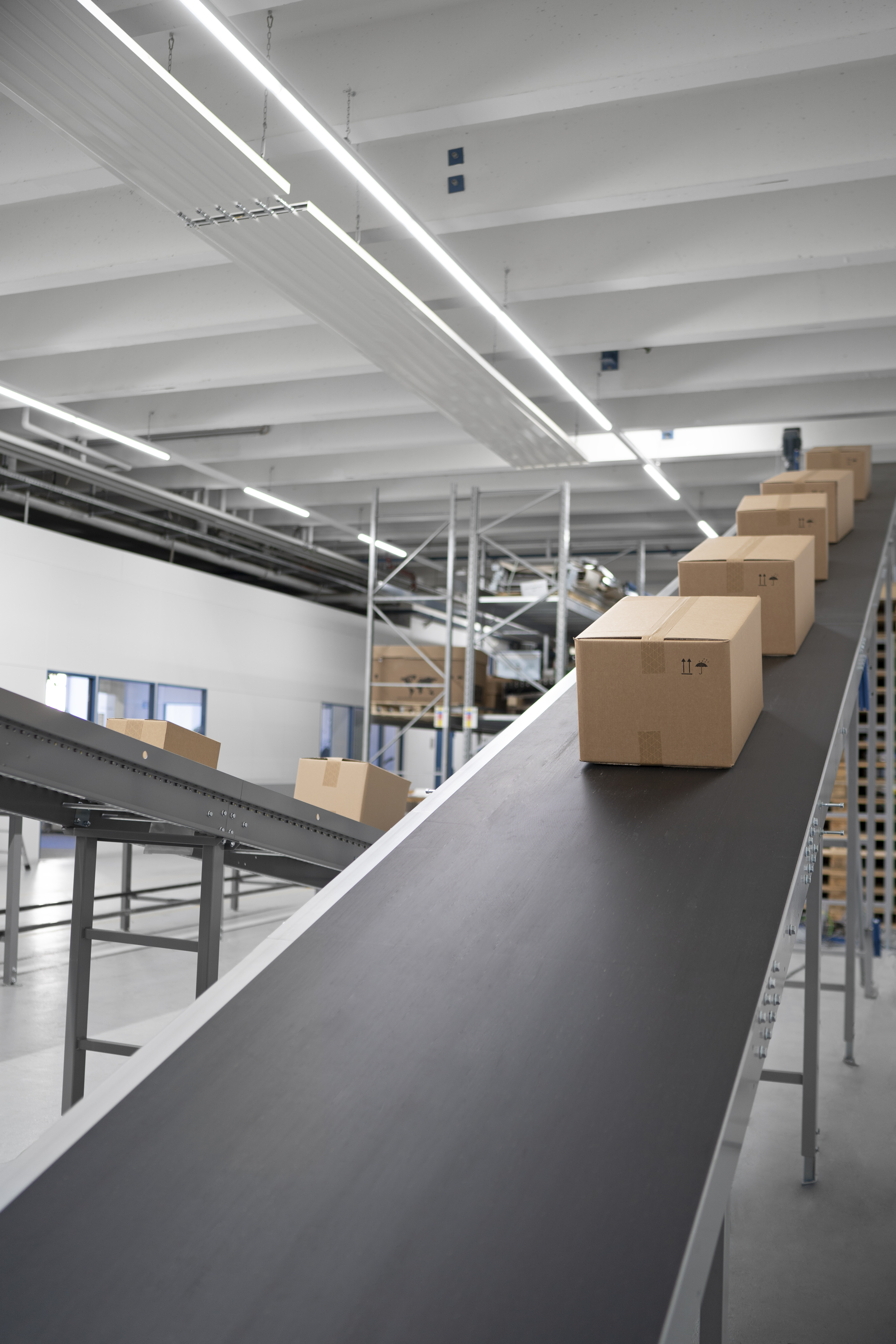
Bowe Intralogistics: Sortieranlage
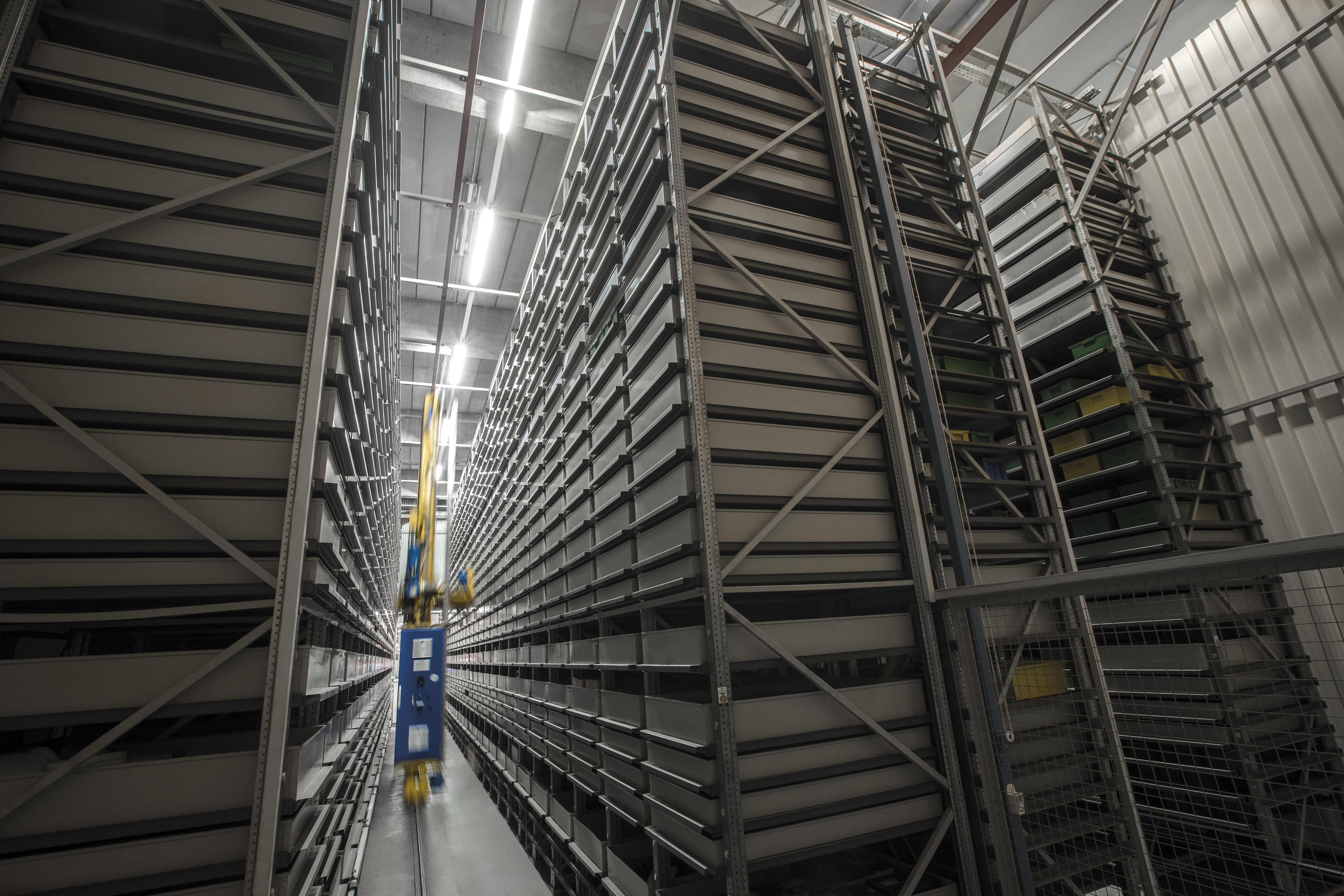
Bowe IQ: Warehouse Management System